# I vinti
I vinti is een Italiaanse dramafilm uit 1953 onder regie van Michelangelo Antonioni.

## Verhaal
De film I vinti bestaat uit drie verhalen over rijke jongeren die een moord begaan. In de Engelse episode vermoorden enkele welgestelde studenten een medestudent voor zijn geld. In het Italiaanse segment raakt een student betrokken bij een illegale handel in sigaretten. In het Franse gedeelte tracht een dichter munt te slaan uit het lichaam van een vrouw, dat hij gevonden heeft.

## Rolverdeling
| Acteur             | Personage          |
| ------------------ | ------------------ |
| Franco Interlenghi | Claudio            |
| Anna Maria Ferrero | Marina             |
| Eduardo Ciannelli  | Vader van Claudio  |
| Evi Maltagliati    | Moeder van Claudio |
| Umberto Spadaro    |                    |
| Peter Reynolds     | Aubrey             |
| David Farrar       |                    |
| Patrick Barr       | Ken Wharton        |
| Fay Compton        | Mevrouw Pinkerton  |
| Raymond Lovell     |                    |
| Françoise Arnoul   |                    |
| Jean-Pierre Mocky  |                    |
| Etchika Choureau   | Simone             |
| Henri Poirier      |                    |
| Albert Michel      | Vader van Georges  |